# Казе Дорето (Венеција)
Казе Дорето (итал. Case Doretto) је насеље у Италији у округу Венеција, региону Венето.
Према процени из 2011. у насељу је живело 66 становника. Насеље се налази на надморској висини од -1 м.